# ادزیو لمباردو
ادزیو لمباردو (انگلیسی: Adesio Lombardo; ۲ فوریه ۱۹۲۵ – قبل از ۲۰۰۴) ورزشکار بسکتبال اهل اروگوئه بود.
وی در مسابقات کشوری و بین‌المللی در مجموع برندهٔ ۱ مدال برنز شده‌است.